# Universidad de Otago
La Universidad de Otago es una universidad situada en Dunedin, en Nueva Zelanda, fundada en el año 1869 la convierte en la universidad más antigua de este país, además es la segunda mejor universidad de Nueva Zelanda según el QS World University Rankings y se encuentra entre las primeras 200 a nivel mundial. Cuenta con más de 21.000 alumnos matriculados en 2019, 3.000 de ellos son estudiantes extranjeros, principalmente asiáticos. Entre 1874 y 1961, la Universidad de Otago formó parte de la Universidad de Nueva Zelanda. En el año 1907 se incorporó la Escuela de Odontología, en 1911 la de Ciencias Aplicadas y en 1912 las escuelas de Contabilidad y Comercio. Más recientemente se crearon la Facultad de Teología en 1946 y la Escuela de Educación Física en 1947.